# Carex arcta
Espèce
Classification phylogénétique
Carex arcta est une espèce de plantes du genre Carex et de la famille des Cyperaceae.